# Juan Carlos Alcoba
Juan Carlos Alcoba (Aguaray, 12 de enero de 1954 - Salta, 9 de septiembre de 2020) fue un político argentino que se desempeñó en el cargo de Intendente de Aguaray durante doce años entre 2003 y 2015 y fue presidente del Concejo Deliberante de Aguaray.

## Biografía
Juan Carlos Alcoba nació en Aguaray el 12 de enero de 1954.
Fue elegido Intendente de su municipio natal en 2003 y logró las reelecciones en el año 2007 y en el año 2011. 
En el año 2015 Alcoba se precandidateo nuevamente para un puesto en el ejecutivo municipal de Aguaray. En las elecciones PASO ganaría las elecciones con una ventaja considerable obteniendo un total de 3.091 votos que representaban el 45,86% de los votos válidos. De todas maneras su reelección se vería truncada debido a la sorpresa que se produjo en las elecciones generales ya que Alcoba perdería contra el candidato del frente Romero+Olmedo, Alfredo Darouiche quién lograría 3.403 votos superando por un total de treinta y cinco voluntades al intendente Alcoba que había logrado un total de 3.368 votos. De esa manera Alcoba perdería su puesto en el ejecutivo municipal por primera vez en doce años.
Alcoba volvería al ruedo político en 2017 cuando se presentaría como primer candidato a concejal por el espacio que él lidebera, la Agrupación democrática comunal. El exintendente sería el claro vencedor de las PASO logrando un total de 2.582 votos superando a su perseguidor inmediato, el candidato del PRO, Pablo Arequipa, por un total de 2.016 votos. El resultado se repetiría en las generales, Alcoba obtendría un total de 3.067 votos superando por una amplia diferencia a los candidatos de Propuesta Republicana y el Partido de la Victoria. De las siete bancas disponibles en el concejo deliberante, el partido de Alcoba lograría cinco escaños y los dos partidos que le continuaban en cantidad de votos uno cada uno.
Juan Carlos sería elegido presidente del órgano legislativo por un periodo de dos años. Durante su mandato se enfrentó al intendente que lo desplazó del cargo en 2019 por faltar a su deber de funcionario público y no cumplimentar con la paga de los concejales opositores.
En 2019 y luego de una auditoría de la gestión se lo intimó a que devolviese un total de 723.000 pesos a valores históricos, más intereses por irregularidades que se detectaron en las arcas municipales durante su gestión.
Ese mismo año compitió nuevamente para ser el jefe comunal. Alcoba sería en las PASO el candidato individual más votado para el puesto con un total de 2.699 votos que superaban a los de su principal perseguidor, Enrique Prado, que había obtenido un total de 2.276 votos. De todas maneras el frente del Partido de la Victoria obtuvo a través de sus dos candidatos un total de 2.855 voluntades superando los votos de Alcoba. En las elecciones generales, Alcoba no lograría triunfar en la categoría. Alcoba y A.De.Co lograrían un total de 3.536 votos a tan solo 111 votos del ganador que había obtenido 3.647. Con esos resultados Prado conseguiría ser nombrado intendente de Aguaray.

### Fallecimiento
En su momento Juan Carlos Alcoba, cuando presentaba síntomas gripales decidió aislarse y cuando los familiares notaron la gravedad del cuadro de salud con severas dificultades para respirar, lo llevaron hasta el hospital local desde donde fue derivado al IMAC en Salta Capital el 15 de agosto debido a un cuadro urgente de neumonía grave provocada por COVID-19. En esta clínica privada  estuvo durante casi cuatro semanas hasta su deceso que se produjo el 9 de septiembre de 2020.
Ese mismo día cerca de las 22 horas, una extensa caravana de autos y motocicletas recorrió las calles de la localidad de Aguaray en homenaje a la memoria del exintendente de esa localidad. Los vecinos, guardando los protocolos de seguridad no descendieron de sus autos y sus motocicletas, pero durante más de una hora hicieron sonar las bocinas de sus vehículos. Por medidas de bioseguridad los restos de Alcoba no fueron trasladados a Aguaray desde la capital, donde dejó de existir a causa de COVID-19, sino que fueron cremados. No obstante, los vecinos lo homenajearon y encendieron velas y depositaron flores en su vivienda.